# Diecezja Yopougon
Diecezja Yopougon – diecezja rzymskokatolicka w Wybrzeżu Kości Słoniowej. Powstała w 1982.

## Biskupi diecezjalni
- bp Laurent Akran Mandjo (1982-2015) †
- bp Salomon Lezoutié (od 2015)